# Prietella phreatophila
Prietella phreatophila aus der Familie der Katzenwelse (Ictaluridae) ist ein sehr seltener, in unterirdischen Gewässern lebender Wels ohne Augen.

## Merkmale
Die Katzenwelsart hat eine rosa-weiße Farbe. Diese Farbgebung entsteht durch das rötliche Blut, das durch die helle Haut schimmert. Er wird etwa siebeneinhalb Zentimeter groß. Ein markantes Merkmal sind die fehlenden Augen. Um sich in der totalen Dunkelheit zurechtzufinden, haben die Tiere feine sensorische Fähigkeiten entwickelt. Zudem bewegt sich der Wels nur langsam.

## Lebensraum und Verbreitung
Die Katzenwelsart ist sehr selten und lebt nur in unterirdischen Gewässern, wie Höhlengewässern. Bislang wurde sie nur in Höhlengewässern in Mexiko und Texas entdeckt. In Mexiko existiert sie in unterirdischen Wasserreservoirs des Rio Grande nahe dem Ort Melchor Múzquiz im mexikanischen Bundesstaat Coahuila. Erst im Jahr 2016 wurden weitere Exemplare in einer tiefen Kalksteinhöhle bei Del Rio im US-Nationalpark Amistad National Recreation Area entdeckt. Aufgrund der Fundorte wurde die Hypothese aufgestellt, dass die Höhlengewässer unter dem Rio Grande in Mexiko und Texas miteinander verbunden sein könnten.
Die Tiere werden durch die Verschmutzung von Grundwasser und Entnahme von Grundwasser bedroht. Seit 1994 steht die Art auf der Roten Liste bedrohter Arten der Weltnaturschutzunion (IUCN).